# Al-Sekka Al-Hadid
L'Al-Sekka Al-Hadid (in arabo نادي السكة الحديد للألعاب الرياضية‎?) è una società calcistica egiziana con sede al Cairo. Milita nella Terza Divisione egiziana.
Fondato nel 1903, il club è il più antico d'Egitto. Ha vinto 2 campionati del Cairo negli anni '20 del XX secolo e nel 1948 ha raggiunto uno storico ottavo posto nella massima serie egiziana. Non milita in massima serie dal 1992-1993. 
La squadra gioca le gare casalinghe al Stadio Al-Sekka Al-Hadid, che ha una capienza di 25 000 posti a sedere.

## Palmarès

### Competizioni regionali
- Campionato del Cairo: 2

1923-1924, 1925-1926
- Coppa del Sultano Hussein: 1

1924